# C More Tennis
C More Tennis (tidligere Canal + Sport 2) er en fællesnordisk tv-betalingssportskanal, der tidligere har vist bl.a.: 
- Svensk Ishockey
- Amerikansk Ishokey (NHL)
- Italiensk Fodbold (Serie A)
- Engelsk Fodbold (Premier League)
- Portugisisk Fodbold (Primeira Liga)

Den 1. januar 2017 ophører C More Tennis og erstattes med den nye kanal C More Live 5 HD. 
| Fjernsyn | Spire Denne artikel om en tv-kanal er en spire som bør udbygges. Du er velkommen til at hjælpe Wikipedia ved at udvide den. |